# John Horton Conway
John Horton Conway, FRS, angleški matematik, * 26. december 1937, Liverpool, Anglija, † 11. april 2020, Princeton, New Jersey, ZDA.

## Življenje in delo
Conway je že zelo zgodaj pokazal zanimanje za matematiko. Zelo ga je zanimala tudi astronomija. 
Študiral je na Univerzi v Cambridgeu, kjer je diplomiral leta 1959 in doktoriral leta 1964 pod mentorstvom Harolda Davenporta. Med študijem je strastno igral backgammon.
Med drugim je raziskoval na področju končnih grup, teorije vozlov, teorije števil, kombinatorične teorije iger in teorije kodiranja.
Med ljubiteljskimi matematiki je verjetno najbolj znan po svojem delu na področju kombinatorične teorije iger in po iznajdbi igre življenja (ploskavcev), vrste ravninskih celičnih avtomatov. Pri tem je pravzaprav poenostavil von Neumannove zgodnejše zamisli. Je tudi eden od avtorjev igre popkov, kakor tudi igre filozofski nogomet. Razvil je več podrobnih analiz drugih iger in ugank, kot je na primer kocka soma. Ukvarjal se je s še vedno nerešenim angelskim problemom.
Razvil je nov sistem surrealnih števil, ki so v tesni povezavi z nekaterimi igrami. Značilnosti teh števil je prvič zapazil pri opazovanju igre go. Knuth si jih je prvi zamislil in jih leta 1974, navdušen nad Conwayjevim delom, uporabil v svojem matematičnem romanu Surrealna števila (Surreal Numbers). Conway je iznašel tudi poimenovanje skrajno velikih števil, Conwayjev zapis verižnih puščic.
Z Michaelom Guyjem je v sredini 1960-ih ugotovil da obstaja 64 konveksnih neprizmatičnih enotnih polihoronov.
Raziskoval je klasifikacijo končnih enostavnih grup in odkril Conwayjeve grupe. Za računanje dneva v tednu je iznašel algoritem sodnega dne.
Razvil je algoritem za računanje magičnih kvadratov reda 4n + 2, pri celem n.
Deloval je kot profesor matematike na Univerzi Princeton. Leta 1981 so ga izbrali za člana Kraljeve družbe.
Napisal je več knjig, med njimi: Atlas končnih grup (Atlas of Finite Groups), O številih in igrah (On Numbers and Games), Zmagovite poti za vaše matematične igre (Winning Ways for your Mathematical Plays) in Knjiga števil (The Book of Numbers).
Umrl je za boleznijo COVID-19, ki se je je nalezel med pandemijo leta 2020.